# Układ (film 1969)
Układ (ang. The Arrangement) – amerykański film psychologiczno-obyczajowy z 1969 roku w reżyserii Elii Kazana. Adaptacja jego własnej powieści z 1967 roku pod tym samym tytułem. Fabuła filmu zawiera wątki autobiograficzne z życia Kazana, chociaż on sam podkreślał, że główny bohater (Anderson) nim nie jest. 

## Obsada aktorska
- Kirk Douglas – Eddie Anderson
- Faye Dunaway – Gwen
- Deborah Kerr – Florence
- Richard Boone – Sam
- Hume Cronyn – Arthur
- Harold Gould – dr Leibman
- Michael Murphy – ojciec Draddy
- Carol Rossen – Gloria
- John Randolph Jones – Charles
- Dianne Hull – Ellen Anderson
- Charles Drake – Finnegan
- Barry Sullivan – Chet Collier

i inni.

## Opis fabuły
Eddie Anderson to zamożny mężczyzna w średnim wieku. W swoim fachu ceniony spec od reklamy. Wiedzie ustabilizowane życie zawodowe, rodzinne i uczuciowe. W pewnym momencie uświadamia sobie jednak, że tkwi w swoistym "układzie" społecznym, którego w końcu ma dość. Nieudana próba samobójcza staje się dla niego powodem do dogłębnej rewizji wielu aspektów swojego dotychczasowego życia, a zwłaszcza kariery zawodowej i relacji rodzinnych. Jego dalsze postępowanie to swego rodzaju bunt przeciwko "układowi" – świadome działania na niekorzyść firmy, konflikty z policją w imię "wolności jednostki", porwanie przebywającego w szpitalu ojca, porzucenie żony na rzecz kochanki. Doprowadza ono w końcu do jego ubezwłasnowolnienia, z czego w ostatecznym rozrachunku Eddie wydaje się być zadowolony. 

## Odbiór
Film został wręcz "zmasakrowany" przez czołowych amerykańskich krytyków filmowych tego okresu. Roger Ebert przyznał mu przeciętną ocenę 2,5 gwiazdki w 4-stopniowej skali, określając obraz jako "rozwlekły i przyciężki".
W podobnym duchu wypowiadał się Gene Siskel z Chicago Tribune. Wytykając obrazowi nie jasno zarysowane postacie głównych bohaterów oraz błędy reżyserskie, odznaczył go 2 gwiazdkami w również 4-stopniowej skali. Vincent Canby z The New York Times nazwał film "absurdalną, niezrozumiałą na prostym poziomie narracji mieszaniną zapożyczonych stylów" i "kiczem". Umieścił go w 10-ce najgorszych filmów amerykańskich 1969 roku. Opiniotwórczy tygodnik Variety określił film jako "pomieszany, przekombinowany i obszerny film pełen postaci, które nie są dla widza interesujące". Pauline Kael – czołowa krytyk filmowa The New Yorker w tamtym okresie – pisała: "Gdyby ktoś nie wiedział, że twórcą tego filmu jest Kazan, nie znalazł by w nim nic, co mogłoby to sugerować. Nic w tym filmie nie jest spontaniczne, ani reżyseria ani aktorstwo. Aktorzy nie wykazują żadnej inwencji, wygłaszając gotowe frazy odgrywają szablonowe, dobrze sprzedające się role".
Układ spodobał się natomiast w Europie. Chwalono wnikliwą analizę głównego bohatera jaką ukazał Kazan, kunsztowność narracji oraz bardzo dobre aktorstwo. Obraz uznano za oskarżenie społeczeństwa amerykańskiego o zagubienie istotnej hierarchii wartości, o dominację konsumpcjonizmu, zatratę indywidualności w systemie preferującym postawy materialistyczne i konformistyczne. Alegorię ówczesnej Ameryki, która – jak bohater – przeżywa silny kryzys.    
W Polsce film miał swoją premierę w maju '73 roku. W odróżnieniu od recenzentów amerykańskich, lecz w duchu krytyki europejskiej, wyrażano się o nim z uznaniem. Chwalono kunszt reżyserski Kazana, podkreślano wszechstronność scenariusza, łączącego w sobie to co w kinie ugruntowane i tradycyjne z tym co nowoczesne, a nawet modne. "Dzieło Elii Kazana, mimo tradycyjnej konstrukcji i melodramatycznej akcji, stanowi interesujące intelektualnie i artystycznie świadectwo epoki przewartościowań, w której człowiek poszukuje właściwego sposobu życia" – pisał Cezary Wiśniewski na łamach tygodnika Film. "Należy do lepszych osiągnięć końca dekady [...] dla swego bogactwa spostrzeżeń o niepokojach wieku średniego, w tym jako zwieńczenie śródziemnomorskiego motywu dualizmu miłości i nienawiści, przyciągania i odpychania, lęku i pragnienia [...]" – opiniował Adam Garbicz. 